# U.S. Route 98
La Ruta 98 o U.S. Route 98 es una Ruta Federal de sentido este-oeste en la región sur de los Estados Unidos. Recorre alrededor de 1600 km (1000 mi) desde Palm Beach, Florida hasta Meadville, Mississippi, por mucho de la ruta viajando cerca de la costa del golfo. La carretera conecta a varios metrópolis, incluyendo al Sur de La Florida; Lakeland, Florida; Pensacola, Florida; y Mobile, Alabama. La Ruta fue creada en 1933. Inicialmente, la carretera solo corría lo largo de la costa del Mango de Florida, pero fue extendida en las dos direcciones en los 1950s. Un puente mayor en la carretera, el Puente de la Bahía de Pensacola sufrió daños severos durante el Huracán Sally en el 2020.